# Halobiotus crispae
Halobiotus crispae är en djurart som tillhör fylumet trögkrypare, och som beskrevs av Kristensen 1982. Halobiotus crispae ingår i släktet Halobiotus och familjen Hypsibiidae. Arten är reproducerande i Sverige. Inga underarter finns listade i Catalogue of Life.